# Isaak (Cambrai)
Isaak von Cambrai († zwischen 946 und dem 30. April 948) war ein Graf von Cambrai im 10. Jahrhundert.
Seine familiäre Herkunft ist unklar, angeblich war er ein Schwiegersohn des Grafen Rodulfus (fälschlich Raoul de Cambrai genannt), was aber durch keine Quelle zu belegen ist. Isaak amtierte bereits vor dem Jahr 908 als Graf in Cambrai als Vasall des ostfränkischen Königs, ab 916 ist er allerdings an der Seite des westfränkischen Königs Karl III. dem Einfältigen urkundlich belegt. Zeitweise führte er Krieg gegen Herzog Giselbert von Lothringen.
Mit dem Bischof Fulbert von Cambrai befand sich Isaak in ständigem Konflikt um die Herrschaftsrechte in Cambrai. Aus diesem Grund näherte er sich dem ostfränkischen König Otto I. dem Großen an, der sich wiederum mit dem Bischof um Reliquien für Magdeburg stritt. Der Konflikt zwischen Graf und Bischof sollte erst 1007 zugunsten des letzteren beigelegt werden, indem dem Bistum die gräflichen Rechte übertragen wurden. Isaak ist letztmals 946 urkundlich belegt. Im Jahr 948 übertrug König Otto I. die Verfügungsgewalt über die Abtei Saint-Géry an den Bischof von Cambrai, ein Schritt, den er zu Lebzeiten des Grafen wohl nicht vollzogen haben dürfte.
Isaak hatte einen Sohn namens Arnulf I., der ihm als Graf nachfolgte. Weiterhin hatte er eine Tochter, die vor dem Jahr 953 mit dem späteren Hennegaugrafen Amalrich verheiratet wurde.